# U 88 (U-Boot, 1917)
U 88  war ein dieselelektrisches U-Boot der deutschen Kaiserlichen Marine, das im Ersten Weltkrieg zum Einsatz kam. Es wird angenommen, dass U 88 im September 1917 mit der gesamten Besatzung einer britischen Minensperre zum Opfer fiel. Sein Kommandant, Walther Schwieger, hatte am 7. Mai 1915 mit U 20 die Lusitania versenkt und damit das Verhältnis Deutschlands zu den Vereinigten Staaten schwer belastet.

## Einsätze
U 88 lief am 22. Juni 1916 bei der Kaiserlichen Werft in Danzig vom Stapel und wurde am 7. April 1917 in Dienst gestellt. Ab Mai 1917 war das U-Boot der III. U-Flottille in Emden und Wilhelmshaven zugeordnet. Der erste und einzige Kommandant des U-Bootes war Kapitänleutnant Walther Schwieger (23. Juli 1916 bis 5. September 1917).  	
U 88 führte während des Ersten Weltkriegs drei Unternehmungen im östlichen Nordatlantik um die britischen Inseln durch. Dabei wurden 13 Handelsschiffe mit einer Gesamttonnage von 39.583 Bruttoregistertonnen (BRT) versenkt. Darunter befanden sich neben Schiffen der Entente-Mächte auch Schiffe unter neutralen Flaggen.
Am 25. Mai 1917 versenkte Schwieger mit U 88 den britischen Hilfskreuzer Hilary (6.329 BRT) westlich der Shetlandinseln durch einen Torpedo. Dabei kamen vier Menschen ums Leben.
Das größte durch U 88 versenkte Schiff war der japanische Passagierdampfer Miyazaki Maru mit 7.892 BRT. Die Miyazaki Maru wurde am 31. Mai 1917 auf ihrer Fahrt von Yokohama nach London rund 150 Seemeilen westlich der Scilly-Inseln im Atlantik torpediert.

## Verbleib
Am 5. September 1917 lief U 88 dicht hinter U 54 von Helgoland Richtung Westen in die Nordsee aus. Beide U-Boote benutzten den „Auslaufweg Gelb“ durch die deutschen Minenfelder. An dessen Ausgang, etwa nördlich der Insel Terschelling, gerieten sie jedoch in eine britische Minensperre. U 54 berührte die Ankerkette einer Mine, löste jedoch keine Explosion aus. Als sich U 54 etwa auf der Position 54° 9′ N, 4° 47′ O befand, hörte die Besatzung im Abstand von zehn Minuten zwei Unterwasserexplosionen. Danach meldete sich U 88 nicht mehr. Vermutlich lief das U-Boot auf die britischen Minen. Alle 43 Besatzungsmitglieder sind vermisst.